# Amos (tidning)
Amos är en svensk tidning som ges ut varannan månad. Tidningen skriver om kultur och samhälle ur ett existentiellt perspektiv. Den ges ut av Verbum AB och har en upplaga på cirka 250.000 exemplar. 

Amos distribueras genom församlingar i Svenska kyrkan. De som bor i de församlingar som valt att distribuera tidningen får den gratis i brevlådan, tillsammans med en lokal bilaga. Andra kan välja att betala för prenumeration.